# Paul Henri Lecomte
Paul Henri Lecomte fue un botánico francés (8 de enero de 1856, Saint-Nabord - 12 de junio de 1934, París).
Ingresa a la "Escuela Normal de Vosges y es preceptor en Xertigny y luego en Épinal. Posteriormente obtiene su Bachillerato, y es asistente de profesor en Chaumont y en Nancy.
En 1881, es licenciado en Ciencias Naturales y Políticas. En 1884 es agregado en Ciencias Naturales, y deviene profesor en el Liceo Saint-Louis de París.
Cumpliendo sus funciones, es frecuente concurrente al laboratorio de Botánica del Museo Nacional de Historia Natural de Francia, en París, dirigido por Philippe Van Tieghem (1839-1914).
Obtiene su doctorado en 1889 y participa de misiones científicas a África del Norte, Egipto, Antillas, Guyana, Indochina.
Luego de trabajar como "concurrente ad honorem" durante veinte años en el Museo, obtiene la cátedra de Fanerógamas en dicho Museo Nacional de Historia Natural en 1906, sucediendo a Louis Édouard Bureau (1830-1918).
En 1917 es nombrado miembro de la Academia de las Ciencias.
Es autor de quince libros, entre ellos:
- Notions de botanique,[1]
- Formation de la vanilline dans la vanille,[2]
- Les bois d’Indochine (Los Árboles de IndoChina)[3]
- Madagascar: les bois de la forêt d'Analamazaotra (Madagascar: Los Árboles de los Bosques de Analamazaotra (Andasibe)).[4]

Emprende su retiro en 1931.

## Honores
- Presidente de la Société Botanique de France, en el periodo 1910

### Eponimia
Género
- (Podostemaceae) Lecomtea Koidz.[5]

Especies
- (Anacardiaceae) Protorhus lecomtei H.Perrier[6]

- (Lauraceae) Actinodaphne lecomtei C.K.Allen[7]

- (Loganiaceae) Strychnos lecomtei A.Chev. ex Hutch., Dalziel[8]

## Fuente
- Brummitt, R. K.; C. E. Powell. 1992. Authors of Plant Names. Royal Botanic Gardens, Kew. ISBN 1-84246-085-4

- Philippe Jaussaud & Édouard R. Brygoo. 2004. Du Jardin au Muséum en 516 biographies. Museo Nacional de Historia Natural de Paris : 630 p.
- Traducciones de los Arts. en lengua inglesa y francesa de Wikipedia.